# Moe Kare!!
Moe Kare!! (萌えカレ!!?), publicado en español como ¡Novio fetiche!, es un manga escrito e ilustrado por Gō Ikeyamada. Relata la vida amorosa de Hikaru Wakamiya, una estudiante de preparatoria que se ve envuelta en un triángulo amoroso después de conocer a dos chicos muy distintos. Consta de 34 capítulos, divididos en 7 volúmenes que fueron publicados en japonés en la revista Shōjo Comic desde 2005 a 2006 y en español por la Editorial Ivrea.

## Trama
Hikaru Wakamiya es una chica de 15 años que asiste a una escuela secundaria solo para mujeres. Hikaru es una chica normal como cualquier chica de su edad, exceptuando el hecho de que es una otaku, cuya pasión en la vida es leer manga, específicamente shōjo, e imaginar que algún día encontrará al príncipe del que lee en los mangas (aunque haga poco con su apariencia y personalidad por ello).
Está tan obsesionada que lo único que hace es soñar con su príncipe azul. Su búsqueda termina cuando un día de regreso a casa, se encuentra con un grupo de chicos que intentan robar dinero a un niño en la estación del tren. Hikaru al verlos intenta ayudar al niño, quien no está siendo atendido por nadie en la estación, pero al hacer esto resulta perjudicada debido a que quienes intentaban robar el dinero al niño ahora tratan de atacarla. Tras estos perjuicios causados por su valiente decisión es salvada por "su príncipe", un maravilloso y apuesto chico de ojos azules y cabello marrón oscuro.
Este pide recompensa por haberla salvado y le roba un beso, que resulta ser el primer beso de Hikaru. Luego la crítica por ser inexperta y tener un cuerpo poco desarrollado (refiriéndose a su pecho), y para colmo le pone el apodo de Hiyoko (pequeño pollito) y se va sin decir más.
Al estar muy deprimida por haber perdido su primer beso con un "príncipe pervertido", sus amigas la convencen de ir a una cita a ciegas con unos chicos de preparatoria, diciéndole que puede encontrar a su "verdadero príncipe" en esa cita.
En la cita, la pobre Hikaru se encuentra con el "príncipe pervertido", pero este niega haberla conocido antes o haberla besado. El chico, llamado Honda Takara, se muestra totalmente ofendido e incrédulo frente a sus acusaciones y Hikaru se avergüenza al notar que el chico no es el "príncipe pervertido", sino alguien demasiado igual, además sus ojos son color café.
A medida que la trama se desenvuelve, se revela la verdadera razón tras el parecido de Takara y el "Príncipe pervertido", así como se desarrollan los sentimientos de Hikaru por ambos chicos. 

## Personajes principales

### Wakamiya Hikaru
Es una chica de 15 años (al momento de iniciar la serie) cuyo deseo en la vida es encontrar al perfecto "príncipe verdadero" que tanto lee en sus mangas favoritos. Ella asiste a una escuela sólo para mujeres en la secundaria y es constantemente impulsada por sus amigas para dejar los manga e involucrarse verdaderamente con los chicos para que pueda encontrar a su príncipe ideal. 
Un día, de regreso de la escuela, se encuentra con que un grupo de chicos está intentando robar el dinero de un niño, a lo que ella responde defendiendo al chico, lo que causa que el grupo ahora quiera atacarla a ella. Apenas dándose cuenta de lo que sus acciones causaron, llega un misterioso chico que Hikaru describe como su "Príncipe Ideal" y la salva de aquellos que intentaban atacarla. Como recompensa el chico besa a Hikaru (robando así su primer beso) y seguido se burla de ella por su falta de experiencia al besar y su falta de atractivo visual al no estar muy "desarrollada". Así es como él le pone el apodo de Hiyoko ("Pollito") y la deja, haciéndola sentirse atacada y molesta. 
Al día siguiente, mientras le cuenta a sus amigas lo que pasó, ellas la invitan a un Goukon con chicos de preparatoria para que tal vez así pueda encontrar a un chico que se adecue a sus gustos y se convierta en su "Príncipe Ideal" y pueda olvidarse de lo que pasó con el "Príncipe pervertido", lo cual ella acepta. 
Al llegar a la reunión, Hikaru encuentra que uno de los chicos que están allí es idéntico al que la atacó e inmediatamente comienza a acusarlo de ser un pervertido, a lo que el chico le responde que no sabe de lo que habla y que jamás la había conocido hasta ese día. Hikaru entonces se calma y nota que a pesar de su parecido físico, el chico que la atacó tenía los ojos azules y este tiene los ojos cafés. Le pide disculpas al chico que le dice que entiende que se pusiera así de sensible. 
Después de la reunión, Takara y Hikaru empiezan a verse más y este le ayuda a entrar a la misma preparatoria que él asiste y eventualmente se enamora de la personalidad calmada de Takara, aunque se preocupa cuando Arata (fingiendo ser Takara), le dice que en realidad Takara tiene dos personalidades, la normal que es calmada y amable y otra que es grosera y pervertida, y que durante las noches ocupa el cuerpo de Takara y hace cosas como acostarse con un montón de chicas. Aunque Hikaru eventualmente aprende que este hecho es una mentira que Arata le dijo para molestarla por el hecho de estar enamorada de Takara; además aprendiendo que Arata no es nada más que el medio hermano menor de Takara y he de allí su parecido. 
Después de estos incidentes ella sale con Takara por un tiempo, incluso uniéndose al equipo de Karate del cual Takara es el capitán; aunque esto se ve nublado por la llegada de Ami desde el extranjero, especialmente cuando se involucra en el accidente del cual Takara se siente responsable, haciendo que termine su relación con Hikaru para estar con ella. 
Hikaru, ahora con el corazón roto, se apoya en Arata para poder sobreponerse al hecho de ver a Takara todos los días y de haber terminado su relación. A lo largo de este tiempo, Hikaru desarrolla sentimientos por Arata, pero se siente culpable por ambos, pues no puede eliminar totalmente sus sentimientos por Takara así como no quiere herir los de Arata. 
Hacia el final del manga, Hikaru se da cuenta de que está enamorada de Arata y que aunque aun aprecia mucho a Takara, ella siguió adelante y ha dejado a Arata como la persona con la que quiere estar. Rechaza a Takara, quien entiende sus sentimientos, y le declara sus sentimientos a Arata.  Años adelante, Hikaru estaría con Arata y tendrían un bebé.

### Ichikawa Arata
Es un chico de 15 años (al inicio de la serie) que al parecer sólo piensa en sexo y en hacerle la vida imposible a Honda Takara, con quien conserva una gran rivalidad en absolutamente todo lo que hacen. Siente celos hacia Takara si se trata de Hikaru.
Le da a Hikaru el apodo de "Hiyoko"(polluelo) y suele molestarla cada que tiene oportunidad. Se enamora de Hikaru al grado de cambiar su personalidad por ella, y lo único que desea es verla sonreír. En la trama se va enamorando de Hikaru, pero no lo admite rápidamente aunque una vez que lo hace no se rinde fácilmente y poco a poco comienza a ganar un lugar irreemplazable en el corazón de Hikaru. Tiene un perrito que le puso el nombre de Hikaru ya que a este le hace recordar a su amada. Al final se queda con Hikaru y tienen un hijo.

### Honda Takara
Es un chico de 16 años (al iniciar la serie), capitán del club de kárate. Es amable, responsable, denso, y en el fondo, muy celoso y algo egoísta, es un ídolo en la escuela. Es el medio hermano de Ichikawa Arata, con quien comparte la misma marca de nacimiento en la parte superior del brazo izquierdo. Se enamora perdidamente de Hikaru y tiende a sobre protegerla y ser posesivo con ella. Salió con Hikaru pero su amiga de la infancia salvó a Takara de que lo atropellara un camión. Como ella estaba en el club de karate y amaba este deporte,  no podía seguir por el accidente. Takara se siente culpable y decide estar con ella aunque no la amaba, luego decide terminar con Ami cuando ella se recuperara (ya que seguía profundamente enamorado de Hikaru) pero Ami es la que termina con él. Al final se gradúa como médico. En otro manga de la autora, Uwasa no Midori-kun!! aparece él como el médico de Shinbashi. Y él será rechazado por Hikaru, la cual quedará con Arata y tendrán a un bello bebé.

### Kowayakama Ami
Es una chica bonita, fuerte y gentil. Aunque en realidad es mala y siente celos hacia Hikaru de que los dos chicos más guapos se peleen por ella. Es amiga de la infancia de Takara pero ella se fue al extranjero por el trabajo de su padre.
Cuando regresa admite que desde pequeña estuvo enamorada de Takara. Ella lo salvó de que lo atropellara un camión y por eso se dañó la columna y tuvo problemas al caminar. Por eso Takara se siente culpable y está con ella en el hospital, Takara termina con Hikaru para estar con Ami por sus sentimientos de culpa y no porque ame a Ami. Con el tiempo Ami se recupera y Takara decide terminar con ella, esta lo golpea y le dice que su orgullo no le permite ser rechazada dos veces y que ella termina con él, sin embargo, acaban siendo amigos.
- Datos: Q1858920